# Isola dei Laghi
L'isola dei Laghi (ìxoła dei Łaghi in Lingua Veneta) è un'isola (8,5 ha di superficie) della Laguna Veneta. Si trova immediatamente a nord di Mazzorbetto.
Si tratta di un'isola di formazione molto recente e fu aggiunta nella carte lagunari solo pochi anni fa: fino agli anni sessanta, la zona non era altro che un'area di barene denominata "palude dei Laghi", in seguito interrata per il riversamento di fanghi provenienti dall'escavo di alcuni canali. Per questo motivo non è mai stata abitata ed è priva di costruzioni (a parte alcuni capanni utilizzati nell'orticoltura).
A partire dal 1990, l'isola è stata valorizzata da alcune istituzioni e associazioni con la realizzazione di alcuni orti. È per questo in progetto un parco agronaturale da inserire nel complesso del parco della Laguna.
In gran parte di proprietà comunale, solo la porzione meridionale, adiacente al canale del Taglio, è invece di un privato.